# Acid rap
Acid Rap es el nombre del segundo álbum de estudio del rapero estadounidense Chance the Rapper. Acid rap fue lanzado el 30 de abril de 2013 en CD, en forma digital fue lanzado hasta julio de 2013. El álbum debutó en el número 63 en el Top R&B/Hip-Hop Álbumes, por a las descargas de Bootleg en iTunes y Amazon, Fue certificado Diamante en Datpiff por obtener más de 1 millón de descargas.

## Lista de canciones
| N.º | Título | Duración |  |
| 1.  | «Good Ass Intro» (feat. BJ the Chicago Kid, Lili K., Kiara Lanier, Peter Cottontale, Will of the O'mys and JP of Kids These Days) | 3:59     |  |
| 2.  | «Pusha Man / Paranoia» (feat. Lili K. y Nate Fox)                                                                                 | 7:24     |  |
| 3.  | «Cocoa Butter Kisses» (feat. Vic Mensa, Twista)                                                                                   | 5:08     |  |
| 4.  | «Juice» | 3:35     |  |
| 5.  | «Lost» (feat. Noname) | 3:04     |  |
| 6.  | «Everybody's Something» (feat. BJ the Chicago Kid, Saba Anglana)                                                                  | 4:18     |  |
| 7.  | «Interlude (That's Love)» | 2:29     |  |
| 8.  | «Favorite Song» (feat. Donald Glover)                                                                                             | 3:05     |  |
| 9.  | «NaNa» (feat. Action Bronson) | 3:20     |  |
| 10. | «Smoke Again» (feat. Ab-Soul) | 4:32     |  |
| 11. | «Acid Rain» | 3:36     |  |
| 12. | «Chain Smoker» | 3:30     |  |
| 13. | «Everything's Good (Good Ass Outro)»                                                                                              | 5:33     |  |

## Posiciones en listas
- Top Heatseekers Albums, Billboard #26[4]
- Top R&B/Hip-Hop Albums, Billboard #63[5]